# Martin Frýdek (1992)
Martin Frýdek (* 24. března 1992 v Hradci Králové) je český fotbalový obránce/záložník a reprezentant, od srpen 2024 působící v řeckém klubu Aris Soluň. Nejčastěji nastupuje na levém kraji obrany nebo záložní řady. Mimo Česko působil na klubové úrovni na Slovensku. Je synem bývalého fotbalisty Martina Frýdka.

## Klubová kariéra
Martin je sparťanským odchovancem. V létě 2011 přešel do sparťanské rezervy. Poté, co si Martin zvykl na tempo dospělého fotbalu, se postupně zabydlel v základní sestavě rezervy. V zimní pauze 2011/12 byl poprvé přizván do přípravy prvního týmu. V létě 2012 byl uvolněn na hostování do Senice. V týmu podepsal roční hostování s klauzulí. Ta Spartě uplatňovala nárok si hráče v zimě stáhnout zpět a to se stalo.

### FC Slovan Liberec
Začátkem roku 2013 se společně s Davidem Pavelkou přesunul ze Sparty do severočeského klubu FC Slovan Liberec, součástí transferu byl prodej záložníka Lukáše Váchy za 15 milionů korun opačným směrem.
V prvním utkání ve druhém předkole Evropské ligy 2013/14 18. července 2013 z první střely otevřel skóre proti domácímu lotyšskému celku Skonto Riga, míč se odrazil od tyče do zad soupeřova brankáře a poté do brány. Liberec ale další góly nepřidal a odvezl si z Rigy do odvety porážku 1:2. V odvetě třetího předkola Evropské ligy 8. srpna 2013 se jednou brankou podílel na výhře 2:1 proti FC Zürich, Liberec po shodném výsledku z prvního utkání doma (2:1) postoupil do 4. předkola (resp. play-off). S Libercem si zahrál i ve skupinové fázi Evropské ligy 2013/14 (kde se tým střetl se španělskou Sevillou, německým Freiburgem a portugalským Estorilem).
Se Slovanem Liberec podstoupil v sezóně 2014/15 boje o záchranu v 1. české lize, ta se zdařila. S týmem navíc vybojoval triumf v českém poháru.

### AC Sparta Praha (návrat)
V červenci 2015 ho koupila Sparta Praha ze Slovanu Liberec zpět, součástí transferu se stal fotbalista Jan Sýkora, který přestoupil opačným směrem. Ve Spartě se dokázal prosadit do základní sestavy a pomohl týmu k postupu do čtvrtfinále Evropské ligy 2015/16. Gólově se prosadil v odvetě na hřišti FK Krasnodar a v úvodním osmifinálovém utkání na Letné s Laziem Řím. Sezóna pro něj předčasně skončila v 27. kole na hřišti FK Teplice, kdy po souboji s Martinem Fillem utrpěl těžký otřes mozku a přišel tím i o šanci být v nominaci na EURO 2016 ve Francii. Po konci sezony 2019/20 se Spartou neprodloužil smlouvu a v klubu skončil.

## Reprezentační kariéra
Nastupoval za mládežnické reprezentace ČR.
Zúčastnil se domácího Mistrovství Evropy hráčů do 21 let 2015 konaného v Praze, Olomouci a Uherském Hradišti. Na turnaji vstřelil jednu branku (v zápase základní skupiny proti Srbsku, výhra 4:0).
24. 3. 2016 debutoval pod trenérem Pavlem Vrbou v A-mužstvu ČR v přátelském utkání v Praze proti reprezentaci Skotska (porážka 0:1). Dle slov trenéra Vrby by byl minimálně v širší nominaci na EURO 2016, kdyby neutrpěl zranění hlavy na konci sezóny 2015/16, které ho tak připravilo o šanci být nominován na tento turnaj.

### Reprezentační zápasy
| Rok                 | Zápasy | Góly |
| ------------------- | ------ | ---- |
| 2016                | 3      | 0    |
| 2017                | 2      | 0    |
| 2018                | 1      | 0    |
| 2019                | 1      | 0    |
| Celkem              | 7      | 0    |
| Platí k 27. 3. 2019 |        |      |